# Francisco Moniz de Oliveira
Francisco Moniz de Oliveira (Angra do Heroísmo, 26 de outubro de 1919 — Angra do Heroísmo, 2 de janeiro de 2000) foi um licenciado em Farmácia que se destacou na atividade política durante o Estado Novo. Entre outras funções de relevo foi presidente da Câmara Municipal de Angra do Heroísmo e procurador à Câmara Corporativa.

## Biografia
Formou-se em química farmacêutica na Faculdade de Farmácia de Lisboa. Regressou à sua cidade natal onde abriu uma farmácia de oficina, a Farmácia Oliveira, de que foi proprietário e diretor.
Teve desde cedo atividade política, aderindo ao ideário do Estado Novo e integrando a comissão distrital da União Nacional em Angra do Heroísmo.
Exerceu as funções de vice-presidente e presidente da Câmara Municipal de Angra do Heroísmo, integrando nessa qualidade e como representante dos municípios açorianos a Câmara Corporativa na 4.ª sessão da VIII Legislatura (1964-1965) e na XI Legislatura (1973-1974).
Teve uma importante acção a nível social, integrando e depois presidindo à Comissão Distrital da Assistência e sendo provedor da Santa Casa da Misericórdia de Angra do Heroísmo e director da respectiva Caixa Económica.